# Deutzia
Deutzia és un gènere d'arbusts caducifolis de la família de les saxifragàcies originari del de l'Àsia central i oriental (de l'Himàlaia fins al Japó), les Filipines, Amèrica central i també Europa. Amb més de cinquanta espècies, la diversitat més grossa se'n troba a la Xina.
L'arbust pot créixer entre 1 i 4 m. Té les fulles senzilles i oposades amb marge serrat. Tot i que són espècies subtropicals, són perennifolis, la majoria són caduques. Són corimbífers o paniculats amb flors blanques. Unes varietats més rares tenen flors de color rosa o vermell. El fruit és capsular amb moltes llavors petites.
La identificació de les varietats pot mostrar-se força difícil i cal una inspecció microscòpica de les fulles i de l'estructura de les càpsules.

## Cultura i ús

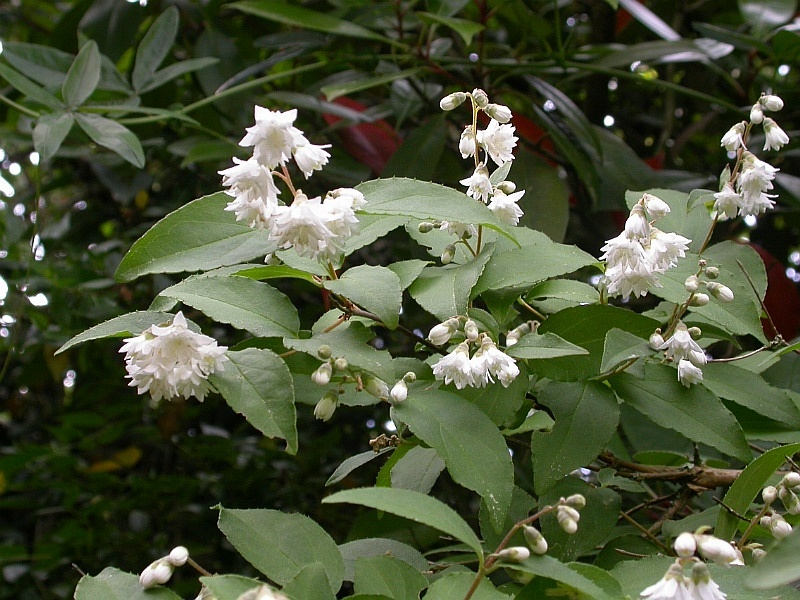
Deutzia crenata 'Plena', una cultivar amb flors dobles

Es cultiven com a plantes ornamentals, apreciades per les flors blanques. N'existeixen molts cultivars i híbrids.
Per exemple, la Deutzia lemoinei és un híbrid de D. gracilis i D. parviflora.

## Taxonomia
| - Deutzia albida - Deutzia aspera - Deutzia baroniana - Deutzia bhutanensis - Deutzia bomiensis - Deutzia breviloba - Deutzia calycosa - Dèutzia candidíssima - Dèutzia comuna - Deutzia cinerascens - Deutzia compacta - Deutzia coreana - Deutzia coriacea - Deutzia corymbosa - Deutzia crassidentata - Deutzia crassifolia - Deutzia crenata - Deutzia cymuligera - Deutzia discolor - Deutzia esquirolii - Deutzia faberi - Deutzia glabrata - Deutzia glauca - Deutzia glaucophylla - Deutzia globosa - Deutzia glomeruliflora - Deutzia gracilis - Deutzia grandiflora - Deutzia heterophylla - Deutzia hookeriana - Deutzia hypoglauca | - Deutzia longifolia - Deutzia maximowicziana - Deutzia mollis - Deutzia monbeigii - Deutzia muliensis - Deutzia multiradiata - Deutzia nanchuanensis - Deutzia ningpoensis - Deutzia obtusilobata - Deutzia parviflora - Deutzia pilosa - Dèutzia prima - Deutzia pulchra - Deutzia purpurascens - Deutzia reflexa - Deutzia rehderiana - Deutzia rosea - Deutzia rubens - Deutzia scabra - Dèutzia - Deutzia schneideriana - Deutzia setchuenensis - Deutzia silvestrii - Deutzia squamosa - Deutzia staminea - Deutzia subulata - Deutzia taibaiensis - Deutzia taiwanensis - Deutzia taiwanensis - Deutzia wardiana - Deutzia yunnanensis - Deutzia zhongdianensis |